# KkStB 79 sorozat
A kkStB 76 sorozat egy tehervonati szerkocsis gőzmozdonysorozat volt az osztrák cs. kir. Államvasutaknál (k.k. österreichische Staaatsbahnen, kkStB), amely mozdonyok eredetileg az Arlbergbahntól származtak.
Mivel az elkészült Arlbergbahnnak szüksége volt megfelelő mozdonyokra, azt az első Semmering mozdonyhoz hasonlóan pályázaton akarták kiválasztani. A pályázatra a Bécsújhelyi Mozdonygyár, a Floridsdorfi Mozdonygyár és a Krauss müncheni gyára vett részt. A Krauss mozdonyok a kkStB 78 sorozatot, a bécsújhelyi mozdonyok a kkStB 76.01-04 sorozat és pályaszámokat kapták. A floridsdorfiak a kkStB 79 sorozatot képezték. Ezek az 1884-1885-ben épült mozdonyok részben külső, részben belsőkeretesek voltak, belső vezérléssel.
Az Arlbergbahnnál végül a 73-as sorozatnál maradtak.
Az első világháború után már csak a 79.02 volt üzemben, amely a BBÖ-höz került, ahol 1926-ban selejtezték.

## Fordítás
Ez a szócikk részben vagy egészben  a   kkStB 79 című német Wikipédia-szócikk fordításán alapul.  Az eredeti cikk szerkesztőit annak laptörténete sorolja fel. Ez a jelzés csupán a megfogalmazás eredetét és a szerzői jogokat jelzi, nem szolgál a cikkben szereplő információk forrásmegjelöléseként.